# 竹内知樹
竹内 知樹（たけうち ともき、1952年9月23日 - ）は、香川県出身のボートレーサー。

## 来歴
1986年12月23日、住之江競艇場にて開催された一般戦の第1回賞金王シリーズ戦で優勝する。